# Ōkuma
Ōkuma (大熊町?) è una cittadina giapponese della prefettura di Fukushima.

## Storia
Salì alla ribalta della cronaca per via del disastro di Fukushima Dai-ichi, avvenuto nella centrale nucleare omonima, dove il meltdown nucleare (comprese anche 4 esplosioni) seguito al terremoto e maremoto del Tōhoku del 2011 causò la dispersione nell'oceano Pacifico di enormi quantità di materiale radioattivo. Il disastro fu del 7º grado della scala INES, quindi pari al livello del disastro di Černobyl'.